# 遺構

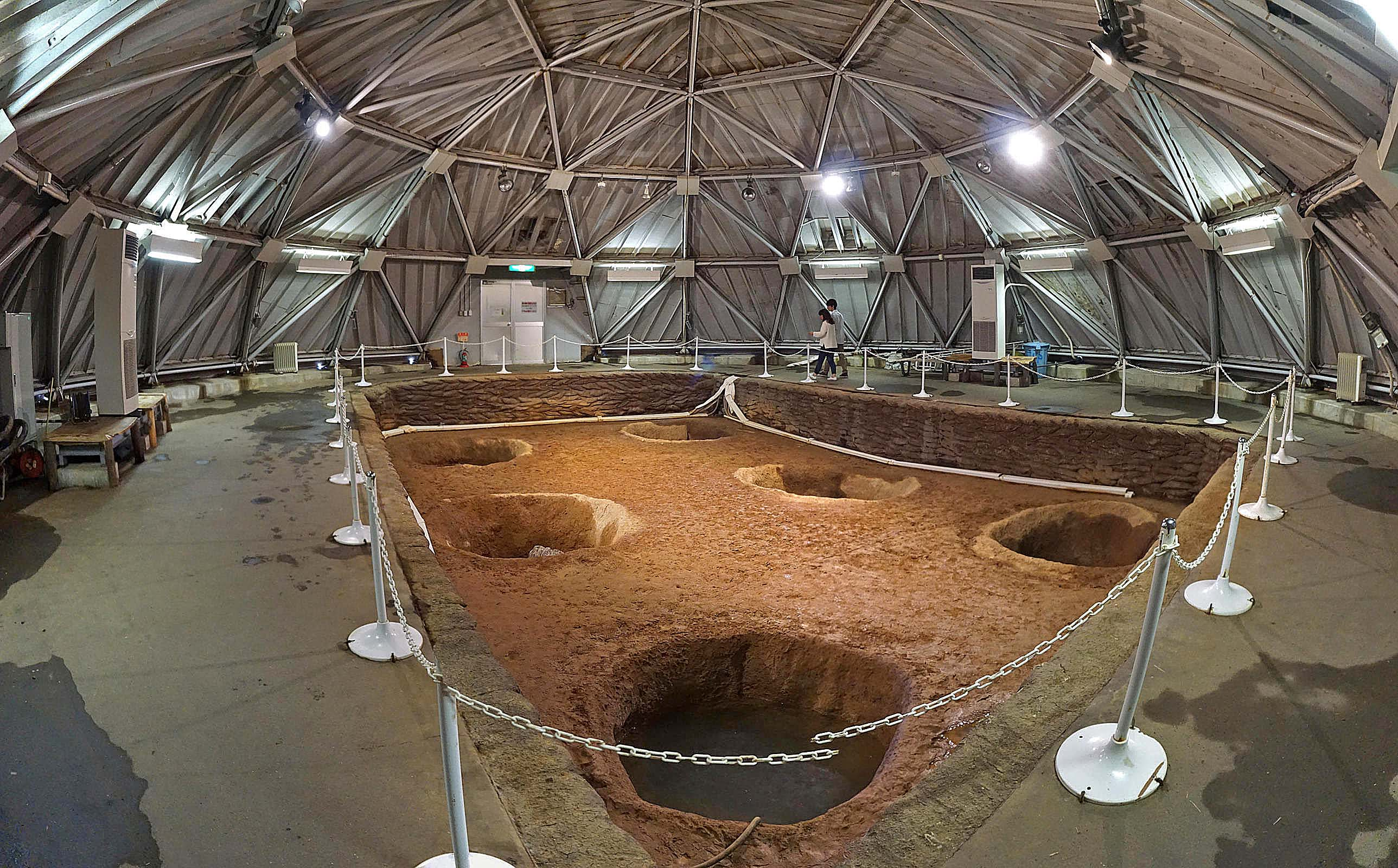
縄文時代の柱穴遺構（青森県三内丸山遺跡の六本柱建物跡）

遺構（いこう）とは、過去のある時代に人類により造られた構造物（建築物や土木構造物）が後世に残された状態、言い換えれば過去人類の活動痕跡のうち、不動産的な事物を指す用語である。現在まで地表上に残存しているもののほか、かつて存在した建造物の残骸ないしその痕跡が、地中に埋没した状態のものも遺構と呼ばれる。考古学においては遺跡を構成する要素の1つとなる。

## 概要
英語で言うところの「Feature」が、日本語の遺構に近い概念だが、一般的に「Feature」には、垂直的なもの（ピット、壁、溝など）は含まれるが、水平的なもの（生活面、床面、庭、道路など）は含まれないとされる。
考古学が研究対象とする遺構で、地上に残されている（または存在が地表上で視認できる）ものの例として、エジプトのピラミッドやギリシャのパルテノン神殿などの大規模な古代建造物のほか、盛土で構築された塚や古墳の墳丘、近世城郭の堀や石垣などがあげられる。これに対し、地表上に残されていない（視認できない）ものの例としては、地中に掘り込まれた後に埋没した竪穴建物や土壙墓・溝・井戸・掘立柱建物の柱穴などがあげられる。

## 考古学調査の遺構検出
遺跡の発掘調査の際、埋没した遺構（竪穴建物や溝など）は、上部に堆積した表土および遺物包含層を掘削・除去し、調査区内を水平に掘り下げることでその掘り込みの輪郭を面的に捉えて検出される（遺構検出）。遺構の分布が面的に捉えられた掘り下げ面を遺構面と呼ぶ。さらに遺構内に溜まった覆土を掘削して、内部の土器などの遺物や、炉・カマドなどの細かな構造物を精査・記録し、個々の遺構の年代決定や遺跡全体の性格付け・評価が行われていく。
このように考古学でいう遺構は、遺跡の本体をなす要素であることから遺跡と同義語のように用いられる場合もある。遺跡の発掘調査で遺構を研究することで、その遺跡に建っていた建造物の様式や、そこで活動していた人々の活動内容を推定することが可能となる。

## 遺構の年代

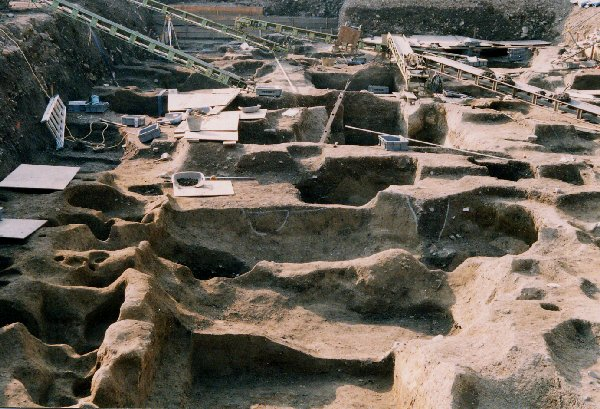
京都市内の発掘調査。切り合い関係を伴う様々な年代の遺構が無数に掘りこまれている。

遺構覆土の層序や遺構相互の切り合い関係、遺構から出土する遺物の接合関係などによって遺構相互の新旧関係（相対年代）を明らかにすることができ、歴史時代の遺物に年代が記銘されている場合などには遺構の絶対年代さえ知ることができる。さらには、城館などの場合には図面や記録が残っている場合もある。また、検出された遺構の種類や数、遺構相互の配置によって遺跡の年代、性格、特徴、変遷などを検討することが可能となる。したがって、考古学研究にとって、遺構の検出地点の記録や遺構そのものの分析は欠かすことのできないものである。

## 遺構の種類
考古学でいう遺構には、

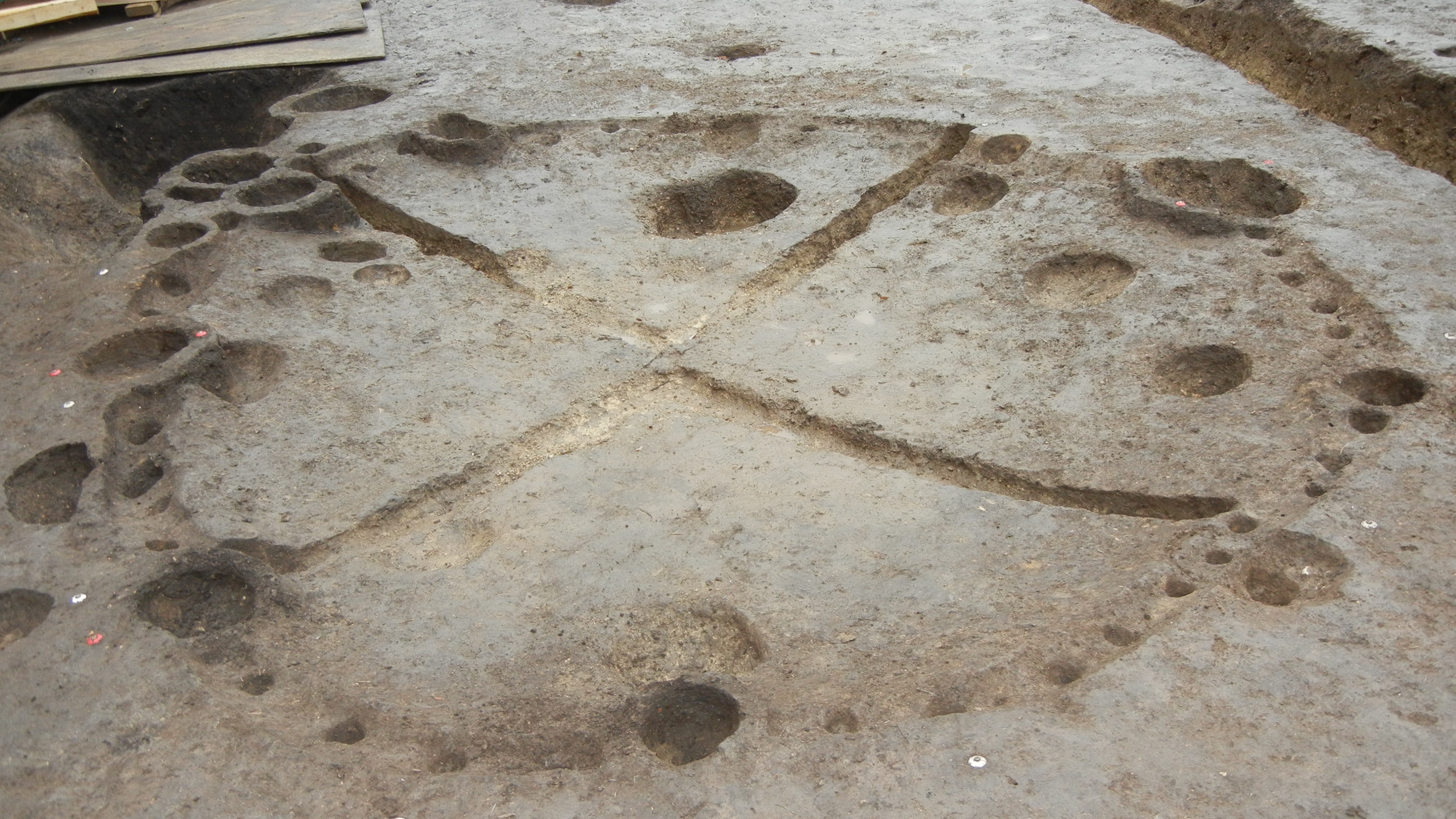
竪穴建物の遺構（愛知県豊橋市西側北遺跡）

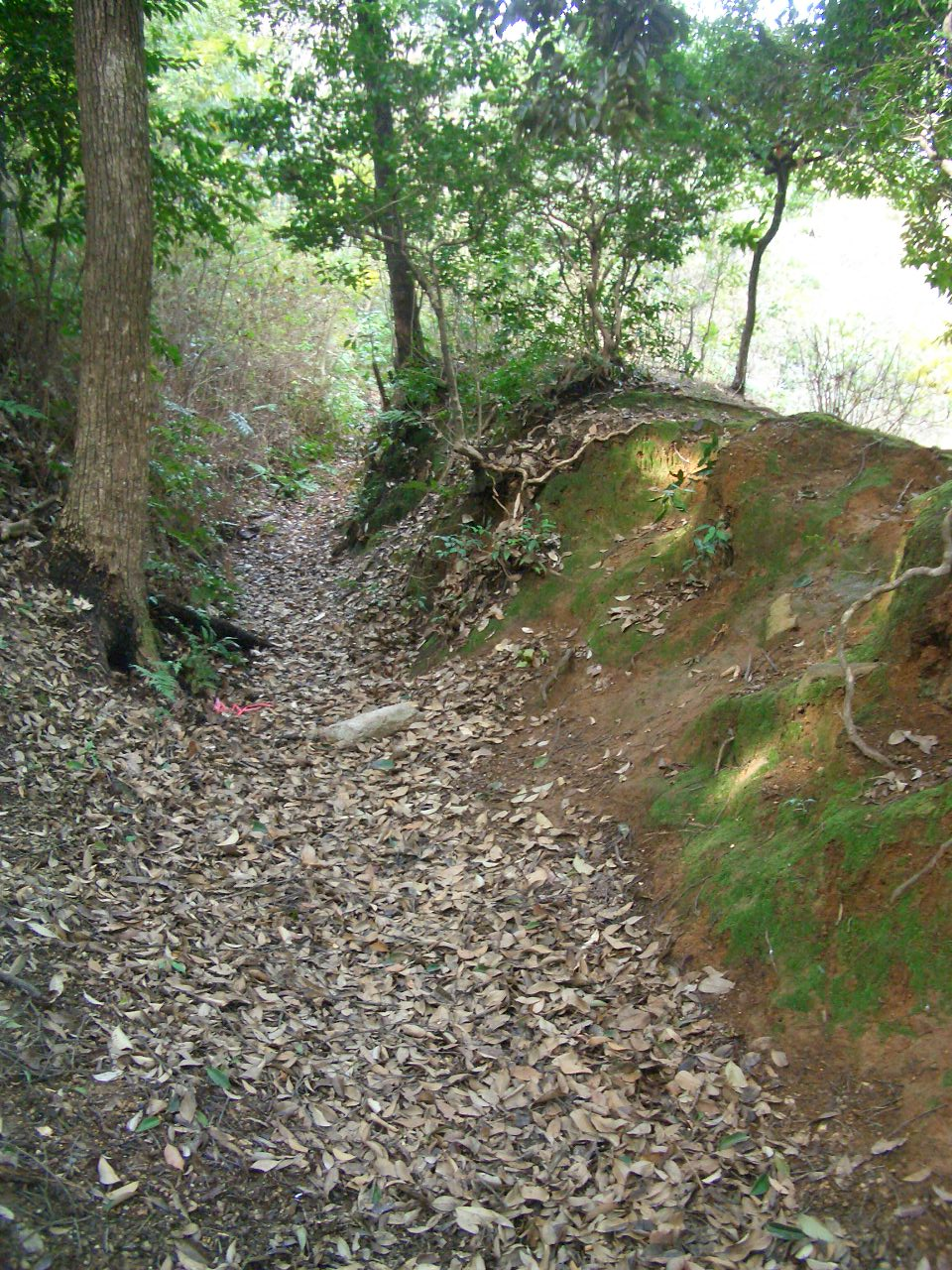
中世山城の土塁の遺構（京都市北区船岡山城跡）

1. 生活にかかわる遺構（竪穴建物跡、掘立柱建物跡、柱穴（またはピット）や礎石・礎板、井戸跡、炊事場跡、炉跡、カマド跡、貯蔵穴、トイレ遺構など）
2. 生業にかかわる遺構（狩猟における陥し穴、漁労における簗など）
3. 生産にかかわる遺構（水田跡、土器や石器の製作跡、製鉄遺構、製銅遺構、製塩遺構、窯業遺構など）
4. 政治や軍事にかかわる遺構（宮都跡、官衙（役所）跡、城柵跡、楼閣跡、城館跡およびそれにともなう堀切・土塁・曲輪・馬場など）
5. 交易や交通にかかわる遺構（道路跡、港湾遺構、橋跡、一里塚など）
6. 信仰にかかわる遺構（寺院跡、神社や神殿の跡、経塚、祭祀遺構、信仰にかかわる塚や祠や石碑（信仰塔）、板碑など）
7. 葬送にかかわる遺構（土坑墓、配石墓、環状列石、古墳、火葬墓など）
8. 区画施設（塀跡、溝跡など）
9. その他（学校跡、各種の記念碑など）

がある。

## 近・現代の遺構
近・現代の建造物等で、考古学的には新し過ぎる物件は、産業遺産と呼ばれ、産業考古学での調査対象となる遺構である。新たな学問の産業考古学という分野がイギリスで生まれ、日本にもやや遅れて認知される事になった。対象建造物の分野は、鉱業・農業（水車等も含む）・工業・運輸など多岐におよぶ。世界遺産にも認定された炭鉱や製鉄所などがこちらに当たる。